# Музыкально-историческое общество

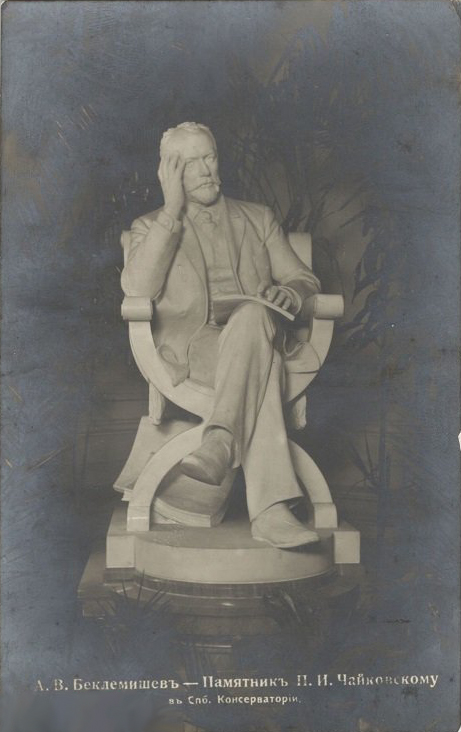
Открытка с памятником в консерватории. Музыкально-историческое общество, 1910-гг.. Исторический квир-музей в изгнании

Музыкально-историческое общество графа А. Д. Шереметева — любительские оркестр и хор, существовавшие в 1910—1916 гг. в Санкт-Петербурге по инициативе и под руководством мецената и музыканта-любителя графа Александра Дмитриевича Шереметева. Шереметев зачастую вставал за дирижёрский пульт лично, в остальных случаях дирижировал художественный руководитель общества Александр Хессин. Репетиционной площадкой Общества был дом на углу Невского проспекта и Большой Морской улицы (ныне Невский пр-т, дом 16). Программы Общества зачастую носили концертно-лекционный характер и были общедоступными: билеты были бесплатными или очень дешёвыми.
Оркестр Общества, в частности, познакомил публику с произведениями таких композиторов, как Ян Сибелиус и Рихард Штраус, в концертных программах, шедших дважды в неделю, звучали мало исполняемые профессиональными коллективами сочинения Н. А. Римского-Корсакова, А. С. Аренского, А. К. Глазунова и других российских композиторов. Однако наиболее яркая страница в историю Общества была вписана 3 января 1914 г. (21 декабря 1913 г. по юлианскому календарю), когда его оркестр, хор и солисты вместе со специально приглашённой из Парижа Фелией Литвин (в партии Кундри) представили российскую премьеру оперы Рихарда Вагнера «Парсифаль».
Наряду с совершенными дилетантами в программах общества участвовали и начинающие музыканты, в дальнейшем построившие профессиональную карьеру, — например, будущий певец и дирижёр Николай Куклин и композитор Адриан Шапошников.